# Musée ferroviaire de Mornac-sur-Seudre
Le Musée ferroviaire est un musée français situé dans le village de Mornac-sur-Seudre, commune touristique et ostréicole située sur la rive gauche de la Seudre, en Charente-Maritime. Le village est également classé parmi les cent plus beaux villages de France et parmi les centres d'intérêt touristiques de la Charente-Maritime,, 

## Histoire
Le Musée ferroviaire est situé dans l'ancienne gare de Mornac, qui fut construite en 1880, lors de la mise en service de la ligne ferroviaire Saujon-La Tremblade. L'exploitation commerciale et de voyageurs de cette ligne a cessé vers la fin des années 1970. 
Fondé en 1982, le Musée ferroviaire a été créé par une équipe de bénévoles, constituée par l'association du Chemin-de-Fer Touristique de la Seudre (CFTS). Il a permis la sauvegarde de la ligne Saujon-La Tremblade.

## Présentation, thèmes et collections du musée
Le musée, est installé dans une ancienne gare, et sa visite s’articule autour de différentes thématiques dont l’histoire du chemin de fer et les techniques de la mise en service ferroviaire comme la voie ferrée, la signalisation, le matériel roulant et l’exploitation.
Plusieurs points d'attraction rendent ce musée particulièrement attractif et vivant avec son guichet reconstitué de la fin du XIXe siècle, la lampisterie, la voie ferrée et le matériel roulant.
Dans le musée, une maquette est une reproduction fidèle de la gare de Mornac et du matériel roulant lorsque le CFTS exploitait la ligne Saujon/La Tremblade de 1984 à 2002.
Pour compléter l'aspect ludique, des documents et des accessoires relatifs aux trains à vapeur et aux trains électriques sont exposés dans les vitrines du musée ainsi que des panneaux explicatifs.